# Behror
Behror é uma cidade e um município no distrito de Alwar, no estado indiano de Rajastão.

## Geografia
Behror está localizada a 27° 53′ N, 76° 17′ L. Tem uma altitude média de 312 metros (1023 pés).

## Demografia
Segundo o censo de 2001, Behror tinha uma população de 22,829 habitantes. Os indivíduos do sexo masculino constituem 54% da população e os do sexo feminino 46%. Behror tem uma taxa de literacia de 70%, superior à média nacional de 59.5%; com 60% para o sexo masculino e 40% para o sexo feminino. 16% da população está abaixo dos 6 anos de idade.